# Cristian Martínez (cyclisme)
Pour les articles homonymes, voir Cristian Martínez et Martínez.
Cristian Andrés Martínez, né le 26 septembre 1991, est un coureur cycliste argentin.

## Biographie
En 2008, Cristian Martínez prend la deuxième place du championnat d'Argentine sur route juniors (moins de 19 ans). Trois ans plus tard, il se classe troisième de la poursuite par équipes aux championnats panaméricains sur piste. Il intègre ensuite l'équipe continentale San Luis Somos Todos en 2012. Bon rouleur, il se classe huitième de l'épreuve chronométrée du Tour de San Luis. Il devient par ailleurs champion d'Argentine du contre-la-montre chez les espois (moins de 23 ans).
En 2013, il est sacré champion d'Argentine sur route espoirs à Juana Koslay.

## Palmarès sur route

### Par années
- 2008
  - 2e du championnat d'Argentine sur route juniors
- 2012
  -  Champion d'Argentine du contre-la-montre espoirs
  - 1re étape du Tour de Salta
- 2013
  -  Champion d'Argentine sur route espoirs
- 2017
  - Copa Municipalidad de San Luis[3]

### Classements mondiaux
| Année            | 2013 |
| ---------------- | ---- |
| UCI America Tour | 307e |

## Palmarès sur piste

### Championnats panaméricains
- Medellín 2011
  -  Médaillé de bronze de la poursuite par équipes